# Takahue (rivière)
La rivière Takahue (en anglais : Takahue River) est un cours d’eau de la région du  Northland dans l’île du Nord de la Nouvelle-Zélande.

## Géographie
Elle s’écoule initialement vers le sud-ouest à partir de sa source dans la chaîne de Maungataniwha (en) avant de tourner vers le nord. Elle passe le village de Takahue avant d’atteindre la rivière Victoria à 7 kilomètres à l’est de Kaitaia.